# Cratere Xainza
Xainza  è un cratere sulla superficie di Marte.